# نادي لاس نافاس
 نادي لاس نافاس Unión Deportiva Las Navas   هو نادٍ رياضي مغربي من مدينة العرائش. تم إنشاؤه أيام الاستعمار من طرف بعض المعمرين الإسبان المقيمين في المدينة. كان النادي أكبر فريق كرة قدم في مدينة العرائش قبل استقلال شمال المغرب عن إسبانيا سنة 1956. نشأ هذا النادي في أحد الأحياء الأوروبية العتيقة بالمدينة، كان الحي معروفا عند ساكنة المدينة ب لاس نافاس وقد أخد الفريق نفس تسمية الحي الذي نشأ فيه.

خارطة تمثل منطقة نفوذ إسبانيا شمال المغرب إبان عهد الاستعمار.
علم إقليم المغرب الإسباني إبان عهد الاستعمار.

## وصلات خارجية

خارطة تمثل منطقة نفوذ إسبانيا شمال المغرب إبان عهد الاستعمار

علم إقليم المغرب الإسباني إبان عهد الاستعمار

- موقع نادي لاس نافاس (بالإسبانية)